# 捷克文学
捷克文学是指用捷克语所书写的文学。早期的用捷克语书写的文学可以追溯至15世纪。
在9世纪后期至10世纪，波西米亚地区被基督教化。最早与波西米亚王国有关文学由拉丁文书写，出现于12至13世纪。这一时期的大部分作品是年代记和圣徒传记。
15世纪的胡斯戰爭给捷克文学带来了重要的变化。
在白山战役之后捷克新教徒的消亡决定性地影响了捷克文学的发展。